# Liubov Zadorójnaia
Liubov Vassílievna Zadorójnaia (en rus: Любовь Васильевна Задорожная) o de soltera Liubov Riàbtxenko (en rus: Любовь Рябченко) (3 de novembre de 1942) va ser una ciclista soviètica d'origen ucraïnès. Va guanyar dues medalles als Campionats del Món en ruta de 1967 i 1972, i dues als Campionats del món en Persecució de 1963 i 1972.